# Stereodon subcircinalis
Stereodon subcircinalis là một loài Rêu trong họ Hypnaceae. Loài này được (Lorentz) Broth. ex Paris mô tả khoa học đầu tiên năm 1909.